# Eupalaestrus weijenberghi
Eupalaestrus weijenberghi is een spinnensoort in de taxonomische indeling van de vogelspinnen (Theraphosidae).
Het dier behoort tot het geslacht Eupalaestrus. De wetenschappelijke naam van de soort werd voor het eerst geldig gepubliceerd in 1894 door Tord Tamerlan Teodor Thorell.
Mannetjes van deze soort leven circa 60 dagen, vrouwtjes ongeveer 10 jaar.
Om vrouwtjes te verleiden maken de mannetjes trillingen met hun poten. Het derde paar poten, geteld vanaf de kop, is daarbij cruciaal.